# Torre del fielato
La Torre del fielato, también llamada Torreón de la Rubia, es un antigua torre ubicada en la carretera de Rueda de la ciudad de Valladolid (España). Ha sido incluida en el catálogo de bienes protegidos por su valor arquitectónico.

## Historia
La Torre del fielato está situada en la carretera de Rueda, a la altura de la avenida de Zamora, entre los barrios de La Rubia y Parque Alameda. Fue diseñada por el arquitecto Manuel Cuadrillero y Sáez y construida a principios del XX (entre 1905 y 1910) por encargo de un particular. Es de dos plantas con fachadas en ladrillo caravista y rematada con almenas. Seguramente pertenecía a alguna finca de la zona.
En la década de 1930, se levantó a unos 25 metros al lado un fielato, una antigua caseta de cobro de los arbitrios y tasas municipales sobre el tráfico de mercancías, de donde la torre obtuvo su apellido.
A inicios del año 2000 se pusieron en marcha iniciativas vecinales para su restauración y aprovechamiento público o administrativo. La zona se hallaba degradada, con un asentamiento chabolista, además se había construido muchos años antes un edificio anexo al torreón. Tras la estimación de algunas propuestas, como su traslado a una rotonda cercana o su uso como sala de exposiciones o un museo, finalmente en 2009 se aprobó el proyecto para la restauración del edificio, con un presupuesto de 348.000 euros para albergar la sede de las oficinas que canalizan los hermanamientos de la ciudad de Valladolid.
A finales de 2010 se inauguró en su entorno la Plaza de las ciudades hermanadas, un espacio abierto con un conjunto escultórico que representa la trama urbana de las ciudades hermanas de Valladolid.